# Euproctis perpusilla
Euproctis perpusilla är en fjärilsart som beskrevs av Erich Martin Hering 1926. Euproctis perpusilla ingår i släktet Euproctis och familjen tofsspinnare. Inga underarter finns listade i Catalogue of Life.